# タイムショック (玩具)
タイムショック(Time Shock) は、任天堂が1972年に発売した玩具である。横井軍平がデザインした。

## 概要
制限時間内に同じ形状のピースを型にはめ込むルールは先行するエポック社の「パーフェクション」と同様だが、中央のつまみを回転させることで配置を変えられるのが特徴。これにより、ピースの形とはめ込む位置を記憶することで簡単になってしまうパーフェクション特有の弱点を、ある程度回避させている。ちなみにNETテレビ（現・テレビ朝日）で放送していた番組「クイズタイムショック」との関係はない。